# Women Film Critics Circle Awards 2017

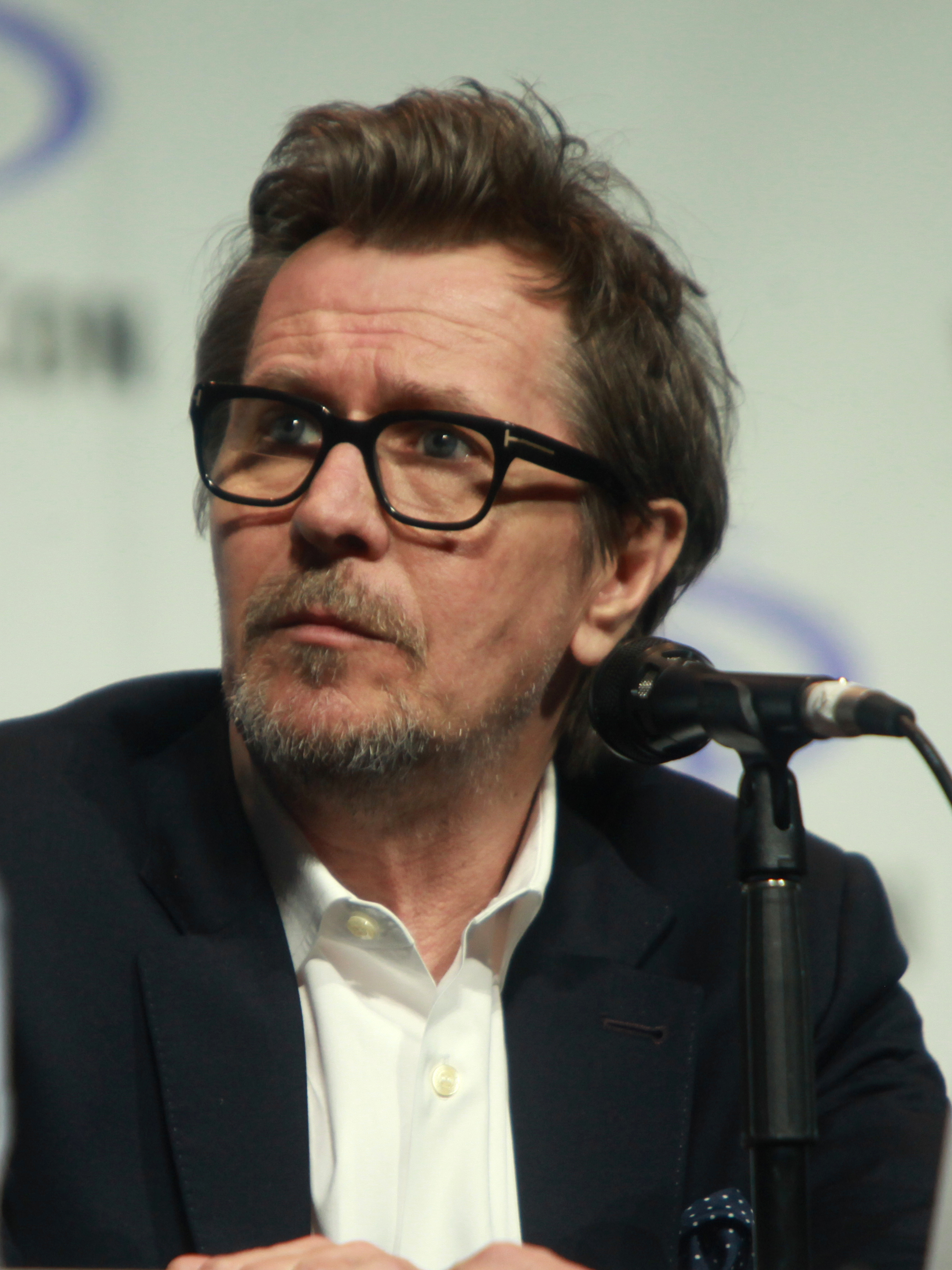
Gary Oldman vítěz v kategorii nejlepší herec v hlavní roli

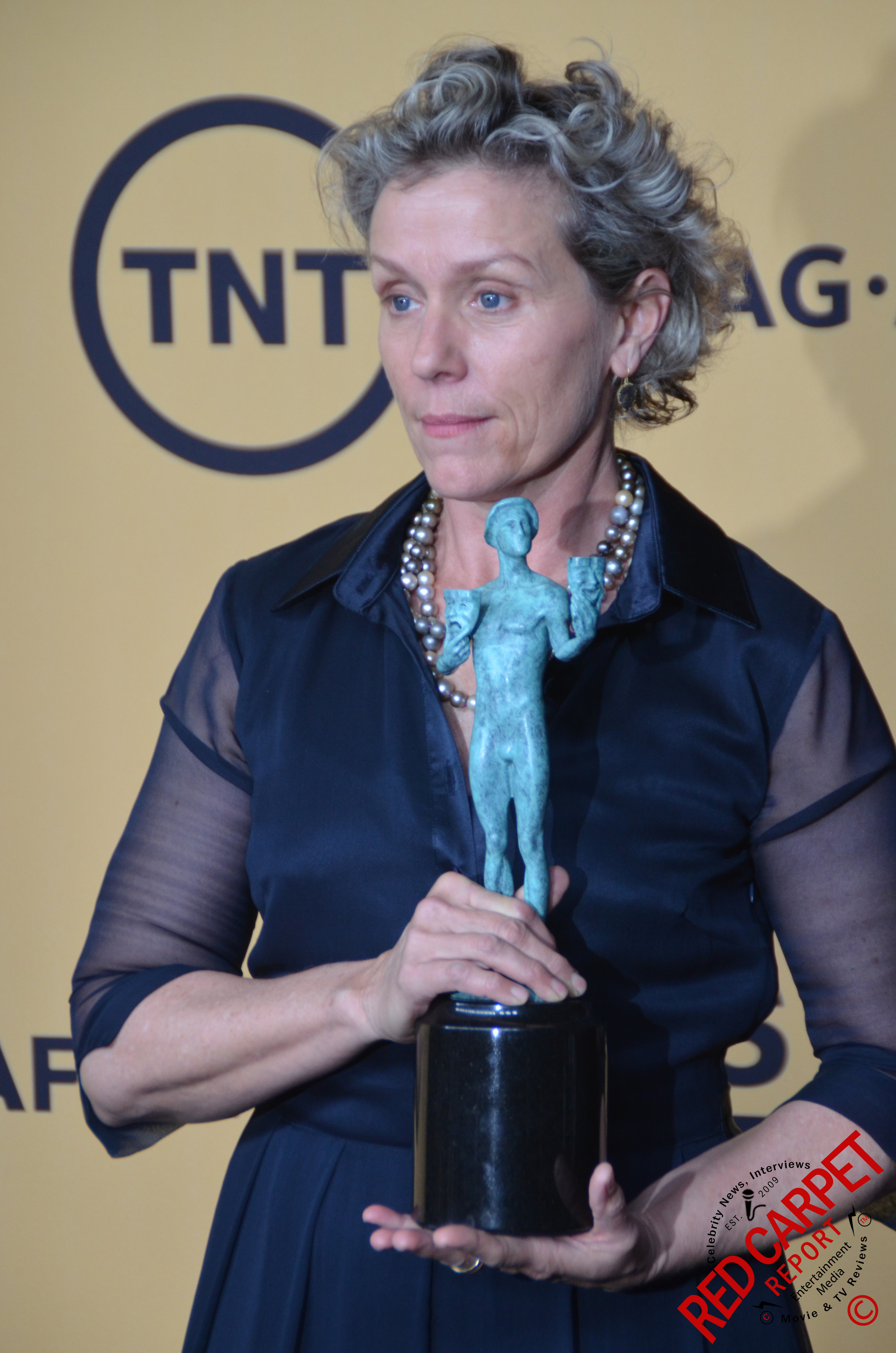
Frances McDormandová vítězka v kategorii nejlepší herečka v hlavní roli

15. ročník předávání cen Women Film Critics Circle Awards se konal dne 17. prosince 2017.

## Vítězové a nominovaní

### Nejlepší film o ženách
Lady Bird
- A Quiet Passion
- Sofie a vycházející slunce
- The Florida Project

### Nejlepší režisérka
Lady Bird
- Detroit
- Mudbound
- First They Killed My Father

### Nejlepší scenáristka
Greta Gerwig – Lady Bird
- Dee Rees – Mudbound
- Maggie Greenwald – Sofie a vycházející slunce
- Angela Workman – Úkryt v zoo

### Nejlepší herec v hlavní roli
Gary Oldman – Nejtemnější hodina
- Timothée Chalamet – Dej mi své jméno
- Daniel Kaluuya – Uteč
- Denzel Washington – Roman J. Isreal, Esq.

### Nejlepší herečka v hlavní roli
Frances McDormandová – Tři billboardy kousek za Ebbingem
- Sally Hawkins – Tvář vody
- Sally Hawkins – Maudie
- Cynthia Nixonová – A Quiet Passion

### Nejlepší dokument o ženách
Jane (remíza)
Bombshell: The Hedy Lamarr Story (remíza)
- Visages, villages
- Step

### Nejlepší cizojazyčný film o ženách
First They Killed My Father 
- Fantastická žena
- Odnikud
- Thelma

### Nejlepší animovaný film
Coco
- Živitel
- S láskou Vincent
- Window Horses

### Nejlepší mladá herečka
Brooklynn Prince – The Florida Project
- Mckenna Grace – Velký dar
- Millicent Simmonds – Okouzlení
- Seo-Hyun Ahn – Okja

### Nejlepší obsazení
Girls Trip
- A Quiet Passion
- Sofie a vycházející slunce
- Wonder Woman

### Nejlepší komediální výkon
Allison Janney – Já, Tonya
- Margot Robbie – Já, Tonya
- Saoirse Ronan – Lady Bird
- Tiffany Haddish – Girls Trip

### Nejlepší zobrazení rovnosti pohlaví
Souboj pohlaví
- Atomic Blonde: Bez lítosti
- Wonder Woman
- Professor Marston and the Wonder Women

### Nejlepší rodinný film
Coco
- (Ne)obyčejný kluk
- Kráska a zvíře
- Živitel

### Nejlepší hrdinka
Wonder Woman
- Atomic Blonde: Bez lítosti
- Odnikud
- Tvář vody

### Nejlepší filmový pár
Pěkně blbě
- Maudie
- Professor Marston and the Wonder Women
- Tvář vody

### Ocenění neviditelné ženy
Betty Gabriel – Uteč
- Cynthia Nixonová – A Quiet Passion
- Sally Hawkins – Maudie
- Jessica Chastainová – Úkryt v zoo

### Nejlepší odvaha v herectví
Frances McDormandová – Tři billboardy kousek za Ebbingem
- Charlize Theron – Atomic Blonde: Bez lítosti
- Sally Hawkins – Maudie
- Michelle Rodriguez – The Assignment

### Nejodvážnější filmařka
Dee Rees – Mudbound
- Amma Asante – Spojené království
- Kathryn Bigelow – Detroit
- Angelina Jolie – First They Killed My Father

### Ocenění Josephine Baker
Ocenění pro filmy, které zobrazují zkušenost ženy jiné barvy v Americe
Mudbound
- Girls Trip
- Step
- The Rape of Recy Taylor

### Ocenění Adrienne Shelly
Ocenění pro filmy, kteří zobrazují násilí na ženách a jsou proti.
The Light of the Moon
- Maudie
- The Rape of Recy Taylor
- Wind River

### Ocenění Karen Morley
Ocenění pro filmy, které nejlépe ilustrují život ženy v historii nebo společnosti a jejich hledání identity.
Bombshell: The Hedy Lamarr Story
- Akta Pentagon: Skrytá válka
- Souboj pohlaví
- Mudbound

### Ocenění pro nejhorší matku na plátně
Allison Janney – Já, Tonya

### Ocenění pro aktivistky
Ashley Judd, Rose McGowan a všechny ženy, které se rozhodli mluvit o sexuálním obtěžování

### Celoživotní ocenění
Agnes Varda

### Ocenění pro stoupající hvězdy
Izabela Vidovic, Wonder Peyton Kennedy, American Fable

### Síň studu
Harvey Weinstein